# Rhaphuma mushana
Rhaphuma mushana är en skalbaggsart som beskrevs av Masaki Matsushita 1936. Rhaphuma mushana ingår i släktet Rhaphuma och familjen långhorningar.
Artens utbredningsområde är Taiwan. Inga underarter finns listade i Catalogue of Life.